# Чиквин, Владимир
Владимир Чиквин (1925 или 1927 — неизвестно) — советский хоккеист, нападающий. Также играл в футбол.

## Биография
В хоккей играл за «Торпедо» Минск (1947/48), «Спартак» Минск (1950/51 — 1952/53) и «Динамо» Свердловск (1953/54 — 1954/55). В чемпионате СССР провёл четыре сезона (1950/51 — 1953/54).
Выступал за футбольный клуб «Спартак» Минск в соревнованиях КФК (1951—1953). Провёл один матч в розыгрыше Кубка СССР 1952.